# Dexamethason

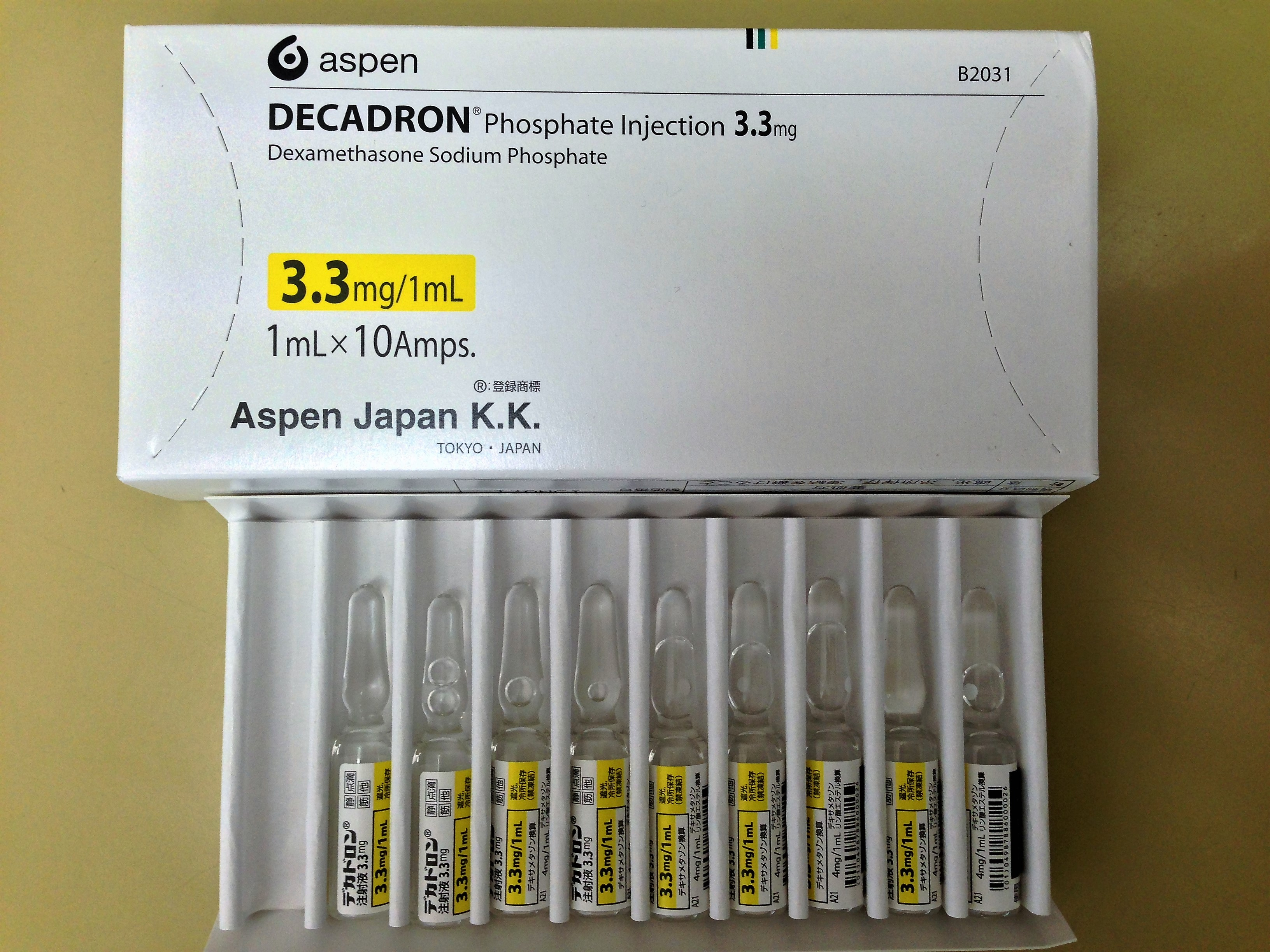
Ampullen met dexamethason

Dexamethason is een synthetisch glucocorticosteroïde dat vergelijkbaar is met de bijnierschorshormonen cortisol en (hydro)cortison. Dexamethason werkt 25 keer zo sterk als hydrocortison en ongeveer 5 keer zo sterk als het vergelijkbare prednison. De aanmaak van cortisol wordt gereguleerd via ACTH dat geproduceerd wordt door de hypofyse. Door een ziekte van de bijnier of van de hypofyse kan de productie van cortisol afwijkend zijn. Corticosteroïden zijn het stresshormoon dat het lichaam stabiliseert bij lichamelijke stress, zoals een ongeval of acute ziekte. In hoge doseringen hebben deze middelen allerlei effecten die de hormonen in fysiologische hoeveelheden niet hebben. Vaak worden ze toegepast omdat ze een ontstekingsproces sterk kunnen afremmen.

## Toediening als therapie
Dexamethason kan worden toegediend voor alle indicaties, waarvoor prednison of andere steroïden worden gebruikt. Omdat het in de vorige eeuw duur was, wordt het vooral toegepast in situaties waarin het voordelen heeft.
- plaatselijk in oog- of oordruppels. In het oog zal men erg terughoudend zijn vanwege de kans op opvlammen van een oude herpesinfectie van het oog, verhoogde oogdruk en staar.
- systemisch; oraal (slikken) of per injectie, vooral wanneer andere steroïden te veel oedeem zouden geven. Dit is vooral in de neurologie het geval; het is daar een belangrijk middel om hersenoedeem te bestrijden, bijvoorbeeld bij hersenletsel, bij hersentumoren en rondom hersenoperaties. Bij langdurige toepassing zal men controleren op bijwerkingen, zoals hoge bloeddruk, hoge bloedsuikers en botontkalking.
- in combinatie met chemotherapie wordt dexamethason soms gebruikt bij de (acute) behandeling van het venacavasuperiorsyndroom.
- in combinatie met radiotherapie; om (acute) tumorreactie te verminderen; zoals atelectase.
- als experimentele therapie bij covid-19 bij ernstig zieke patiënten.[2] In 2020 constateerde het college ter beoordeling van geneesmiddelen dat het risico op overlijden wordt verlaagd bij ziekenhuispatiënten met COVID-19 die zuurstof krijgen toegediend of beademd worden.[3] Bij andere patiënten heeft het middel geen effect.

## Dexamethasonsuppressietest DST
Het doel van de dexamethasonsuppressietest is om te onderzoeken in hoeverre de cortisolproductie van het lichaam door de bijnier te onderdrukken is met dexamethason. De dexamethasonremmingstest wordt tevens gebruikt om een onderscheid te maken tussen de verschillende vormen van het syndroom van Cushing. De test kan op verschillende manieren worden uitgevoerd. Er bestaat onder andere een korte dexamethasontest met lage dosis, een lange dexamethasontest met hoge dosis, intraveneuze dexamethasontest. De interpretatie is ook afhankelijk van de gebruikte methode, maar normaal gesproken is de cortisolconcentratie lager dan 50 nmol/L gemeten om 09:00 uur ’s ochtends na dexamethasontoediening. Bij een aantal patiënten is er sprake van een abnormale omzetting van dexamethason en dit kan leiden tot foutieve resultaten. Indien de patiënt de medicatie niet neemt, worden de testresultaten uiteraard ook beïnvloed. Patiënten met een endogene depressie kunnen een verstoorde dexamethasonremmingstest laten zien. De test wordt daarom ook wel gebruikt door psychiaters voor de diagnostiek van stemmingsstoornissen.